# Photokina

Logotipo da Photokina

A Photokina (estilizada photokina) é a maior feira mundial das indústrias fotográfica e de imagem. Tradicionalmente, neste evento as empresas fotográficas e de imagem introduzem e mostram o estado da arte em termos de novos produtos, conceitos e tecnologias.
Realizada na Europa, a primeira Photokina ocorreu em Colônia em 1950. Desde 1966, tem sido realizada a cada dois anos, sempre em setembro, no Centro de Exposições e Feira de Comércio de Deutz. A partir de 2018 será realizada anualmente, e a partir de 2019 será realizada em maio.
O show tem dois concorrentes principais, ambos eventos realizados anualmente em diferentes partes do mundo: A CP+ show em Yokohama, originalmente chamada Japan Camera Show, que tem sido realizada desde o início da década de 1960; e a PMA@CES, que desde 2012 coincide com o Consumer Electronics Show em Las Vegas.

## Histórico

Photokina 2016

A primeira Photokina foi realizada em 1950, por iniciativa de Bruno Uhl. Em 1966, observando a importância da feira, o presidente estadunidense, Dwight D. Eisenhower, enviou uma saudação por telegrama marcando a abertura da Photokina naquele ano.
- O show de 2008 contou com 1.579 expositores de 46 países e teve mais de 169.000 visitantes de 161 países.[3]
- A Photokina 2010 ocorreu entre 21 a 26 de setembro. Estiveram expondo 1.251 fornecedores de mais de 45 países, e presentes mais de 180.000 visitantes de mais de 160 países.[4]
- Um número ainda maior de visitantes esteve presente na Photokina de 2012, totalizando 185.000 provenientes de 166 países. O evento aconteceu de 18 a 23 de setembro de 2012 e contou com 1.158 fornecedores de 41 países.[5] A quantidade de público permaneceu constante na edição seguinte, de 2014.
- A Photokina 2016 foi a primeira a ocorrer sob o novo slogan "Imaging unlimited", de 20 a 25 de setembro de 2016. Esta edição teve um público de 191.000 visitantes.[6]
- A próxima Photokina ocorrerá em Colônia de 26 a 29 de setembro de 2018.[7] As datas foram originalmente anunciadas como 25 a 30 de setembro, mas o formato foi encurtado em razão da mudança para um evento anual.